# Llista de monuments de Portbou
Llista de monuments de Portbou inclosos en l'Inventari del Patrimoni Arquitectònic de Catalunya per al municipi de Portbou (Alt Empordà). Inclou els inscrits en el Registre de Béns Culturals d'Interès Nacional (BCIN) amb la classificació de monuments històrics i els Béns Culturals d'Interès Local (BCIL) de caràcter arquitectònic.
| Monument                                             | Protecció       | Estil/època                                   | Localització                                                    | Coordenades                                          | Codi?     | Imatge |
| ---------------------------------------------------- | --------------- | --------------------------------------------- | --------------------------------------------------------------- | ---------------------------------------------------- | --------- | --- |
| Castell i torre de Querroig                          | BCIN 4382-MH    | Obra popular X, XIV                           | Portbou Pla de Querroig                                         | 42° 26′ 17″ N, 3° 07′ 15″ E / 42.438152°N,3.120836°E | IPA-30602 | Castell i torre de Querroig (Portbou) · Vegeu més fotos d'aquest monument · Carregueu una nova foto d'aquest monument          |
| Memorial Passatges a Walter Benjamin                 | BCIN 4383-LH-EN | Darreres tendències Dani Karavan XX           | Portbou Al costat del cementiri                                 | 42° 25′ 37″ N, 3° 09′ 48″ E / 42.426944°N,3.163333°E | IPA-45527 | Memorial Passatges a Walter Benjamin (Portbou) · Vegeu més fotos d'aquest monument · Carregueu una nova foto d'aquest monument |
| Església parroquial de Santa Maria de Portbou        | BCIL 2006       | Historicisme XIX                              | Portbou C. de l'Església                                        | 42° 25′ 34″ N, 3° 09′ 28″ E / 42.426244°N,3.157889°E | IPA-30599 | Església parroquial de Santa Maria de Portbou · Vegeu més fotos d'aquest monument · Carregueu una nova foto d'aquest monument  |
| Estació de Portbou                                   |                 | Arquitectura del ferro, racionalisme XX Inici | Portbou C. Claudi Planes                                        | 42° 25′ 29″ N, 3° 09′ 28″ E / 42.424664°N,3.157883°E | IPA-30600 | Estació de Portbou · Vegeu més fotos d'aquest monument · Carregueu una nova foto d'aquest monument                             |
| Capella del Sant Crist al cementiri                  |                 | Historicisme XIX Mitjan                       | Portbou Dins del cementiri de Portbou, a llevant del nucli urbà | 42° 25′ 35″ N, 3° 09′ 48″ E / 42.42639°N,3.16331°E   | IPA-30601 | Capella del Sant Crist al cementiri (Portbou) · Vegeu més fotos d'aquest monument · Carregueu una nova foto d'aquest monument  |
| Centre Cívic de Portbou, Casa Herrero                |                 | Eclecticisme XIX Final                        | Portbou C. Méndez Núñez, 2                                      | 42° 25′ 33″ N, 3° 09′ 38″ E / 42.4259°N,3.16047°E    | IPA-30603 | Centre Cívic de Portbou · Vegeu més fotos d'aquest monument · Carregueu una nova foto d'aquest monument                        |
| Font dels Ninots                                     |                 | Noucentisme XX Inici                          | Portbou Plaça al sortir de l'estació                            | 42° 25′ 31″ N, 3° 09′ 30″ E / 42.42522°N,3.1583°E    | IPA-30604 | Font dels Ninots (Portbou) · Vegeu més fotos d'aquest monument · Carregueu una nova foto d'aquest monument                     |
| La Congesta                                          |                 | Eclecticisme XIX                              | Portbou C. Méndez Núñez - av. Barcelona                         | 42° 25′ 34″ N, 3° 09′ 40″ E / 42.426062°N,3.161116°E | IPA-30799 | Carregueu una nova foto d'aquest monument                                                                                      |
| Cementiri                                            |                 | Neoclassicisme, obra popular XIX Final        | Portbou C. Pujada del Mirador, 6                                | 42° 25′ 35″ N, 3° 09′ 49″ E / 42.426491°N,3.163500°E | IPA-37902 | Cementiri (Portbou) · Vegeu més fotos d'aquest monument · Carregueu una nova foto d'aquest monument                            |
| Can Nouvilas                                         |                 | Neoclassicisme-romàntic XIX Mitjan            | Portbou C. Alcalde Benjamí Cervera                              | 42° 25′ 38″ N, 3° 09′ 34″ E / 42.427221°N,3.159533°E | IPA-38862 | Carregueu una nova foto d'aquest monument                                                                                      |
| Ca l'Huguet                                          |                 | Modernisme XX                                 | Portbou C. Nord, 7 - av. de França 4                            | 42° 25′ 38″ N, 3° 09′ 31″ E / 42.427308°N,3.158676°E | IPA-38863 | Carregueu una nova foto d'aquest monument                                                                                      |
| Can Sol                                              |                 | Noucentisme XX                                | Portbou Pg. Sardana, 8                                          | 42° 25′ 35″ N, 3° 09′ 42″ E / 42.426250°N,3.161791°E | IPA-38864 | Carregueu una nova foto d'aquest monument                                                                                      |
| Antigues Escoles, Ajuntament Vell                    |                 | Modernisme XIX Final                          | Portbou Av. Barcelona, 7-11                                     | 42° 25′ 33″ N, 3° 09′ 42″ E / 42.425746°N,3.161614°E | IPA-38865 | Antigues Escoles (Portbou) · Vegeu més fotos d'aquest monument · Carregueu una nova foto d'aquest monument                     |
| Edifici de Correus i Telègrafs                       |                 | Obra popular XX Mitjan                        | Portbou C. Enric Granados, 10                                   | 42° 25′ 33″ N, 3° 09′ 36″ E / 42.425757°N,3.159942°E | IPA-39091 | Carregueu una nova foto d'aquest monument                                                                                      |
| Ca la Sigalota                                       |                 | Eclecticisme XIX Final                        | Portbou C. Mendez Núñez, 3                                      | 42° 25′ 34″ N, 3° 09′ 38″ E / 42.426103°N,3.160539°E | IPA-39120 | Carregueu una nova foto d'aquest monument                                                                                      |
| Casa al carrer Unió, 4                               |                 | Obra popular XX Inici                         | Portbou C. Unió, 4, veïnat de Palau                             | 42° 25′ 34″ N, 3° 09′ 35″ E / 42.426014°N,3.159822°E | IPA-39129 | Carregueu una nova foto d'aquest monument                                                                                      |
| Can Piera                                            |                 | Eclecticisme XIX Final                        | Portbou Rbla. de Catalunya, 1                                   | 42° 25′ 35″ N, 3° 09′ 36″ E / 42.426478°N,3.160035°E | IPA-39190 | Can Piera (Portbou) · Vegeu més fotos d'aquest monument · Carregueu una nova foto d'aquest monument                            |
| Cases Dalmau i Lorente                               |                 | Obra popular XX Mitjan                        | Portbou C. de les Monges - c. del Mercat                        | 42° 25′ 31″ N, 3° 09′ 32″ E / 42.425277°N,3.158999°E | IPA-39191 | Cases Dalmau i Lorente (Portbou) · Vegeu més fotos d'aquest monument · Carregueu una nova foto d'aquest monument               |
| Casa Gran                                            |                 | Obra popular XIX Final                        | Portbou Av. de França, 1                                        | 42° 25′ 39″ N, 3° 09′ 30″ E / 42.427403°N,3.158269°E | IPA-39192 | Carregueu una nova foto d'aquest monument                                                                                      |
| Casa a la Rambla de Catalunya, 13                    |                 | Obra popular XIX Final                        | Portbou Rbla. de Catalunya, 13                                  | 42° 25′ 36″ N, 3° 09′ 31″ E / 42.426588°N,3.158589°E | IPA-39193 | Casa a la rambla Catalunya 13 (Portbou) · Vegeu més fotos d'aquest monument · Carregueu una nova foto d'aquest monument        |
| Bloc de la Renfe                                     |                 | Obra popular XX Mitjan                        | Portbou C. de les Monges, 6-12                                  | 42° 25′ 29″ N, 3° 09′ 32″ E / 42.424813°N,3.158779°E | IPA-39219 | Bloc de la Renfe (Portbou) · Vegeu més fotos d'aquest monument · Carregueu una nova foto d'aquest monument                     |
| Mercat municipal                                     |                 | Obra popular XX                               | Portbou Pg. Enric Granados, 2                                   | 42° 25′ 31″ N, 3° 09′ 34″ E / 42.425308°N,3.159455°E | IPA-39290 | Mercat municipal (Portbou) · Vegeu més fotos d'aquest monument · Carregueu una nova foto d'aquest monument                     |
| Barraca gran de la platja Petita, barraca número 002 | BCIL 2023       |                                               | Portbou                                                         |                                                      | IPA-53554 | Carregueu una nova foto d'aquest monument                                                                                      |